# 前385年
| 千纪： | 前1千纪 |
| 世纪： | 前5世纪 \| 前4世纪 \| 前3世纪 |
| 年代： | 前410年代 \| 前400年代 \| 前390年代 \| 前380年代 \| 前370年代 \| 前360年代 \| 前350年代 |
| 年份： | 前390年 \| 前389年 \| 前388年 \| 前387年 \| 前386年 \| 前385年 \| 前384年 \| 前383年 \| 前382年 \| 前381年 \| 前380年                                                                            |
| 纪年： | 周安王十七年 魯穆公三十一年 齊康公二十年 田齐太公二年 晉孝公四年 趙敬侯二年 魏武侯十一年 韓文侯二年 秦出公二年 楚悼王十七年 宋休公十一年 衛慎公三十年 鄭康公十一年 燕後簡公三十年 越王翳二十六年 |

## 大事記
- 秦庶長改弒秦出公而立秦獻公師隰。
- 田齊攻魯。
- 韓伐鄭取陽城，又攻宋到彭城，虜宋悼公。宋人立悼公子宋休公田。（《史記．韓世家》、《戰國史料編年輯証》）

## 出生
- 孟子，中国古代著名思想家，儒家代表人物（出生日期不肯定，約前304年逝世）。

## 逝世
- 秦出公、宋悼公